# Jakob Langenwalder
Jakob Langenwalder (* vor 1589 in Egelmoosen; † 30. März 1633 in Füssen; auch Jakob Langenvalter) war ein Füssener Lautenmacher und dortiger Mitbegründer der Lautenmacherzunft.

## Leben
Langenwalder stammte aus Egelmoosen bei Roßhaupten. 1600 heiratete er in Füssen Barbara Rehm und gehörte 1606 zu den Mitbegründern der Füssener Zunft der Lautenmacher. Zu einem Aufenthalt in Venedig gibt es widersprüchliche Aussagen. Im Rahmen der Verknappung von Eibenholz ab Mitte des 16. Jahrhunderts trat Langenwalder 1612 als einer von 13 Beschwerdeführern in Erscheinung, die dem Mitmeister Mang Helmer die Zunft schädigende Eibenholzgeschäfte vorwarfen. Langenwalder starb 1633 in einer Zeit, als Füssen vom Dreißigjährigen Krieg, der Pest und wirtschaftlicher Not gekennzeichnet war.

## Instrumente
Stand 2017 sind sechs erhaltene Instrumente mit Langenwalders Zettel bekannt, darunter eine Laute (1605) in der Sammlung des Münchner Stadtmuseums, eine Theorbe (1616) in der Sammlung des Oberösterreichischen Landesmuseums in Linz, eine Theorbe (1625) im Besitz der Gesellschaft der Musikfreunde in Wien und eine Laute (1627) im Besitz des Stiftes Kremsmünster in Oberösterreich.
Die Laute in Kremsmünster wurde 1627 vom Komponisten und Lautenisten Benedikt Lechler erworben, der aus Füssen stammte und Benediktiner im Stift Kremsmünster war. Sie besitzt elf Chöre, neun davon sind mit zwei Saiten, zwei mit einzelnen Saiten bezogen. Ein Chor wurde erst später hinzugefügt. Ungewöhnlich ist, dass Tannenholz für ihre Muschel verwendet wurde.